# Camillo Rossi (1932)
Camillo Rossi (Sermide, 21 dicembre 1932) è un ex calciatore italiano, di ruolo terzino.

## Carriera
Ha giocato alcune stagioni indossando la maglia lilla del Legnano in Serie A ed in Serie B, ha esordito nella massima serie l'11 ottobre 1953 nella partita Legnano-Spal (1-3).